# Joseph Bellencontre
Joseph Bellencontre est un homme politique français né le 23 novembre 1785 à Guibray (Calvados) et mort le 26 mars 1849 à Paris.

## Biographie
Après une carrière militaire, il prend sa retraite comme colonel d'artillerie. Sous-commissaire du gouvernement à Falaise, en février 1848. Il est député du Calvados de 1848 à 1849, siégeant au groupe du général Cavaignac.

## Distinctions
- Officier de la Légion d'honneur[Quand ?]

## Sources
- « Joseph Bellencontre », dans Adolphe Robert et Gaston Cougny, Dictionnaire des parlementaires français, Edgar Bourloton, 1889-1891 [détail de l’édition]